# Referèndum constitucional del Senegal de 2016
El 20 de març de 2016 es va celebrar al Senegal un referèndum constitucional. Els canvis proposats en la Constitució van ser aprovats pel 62% dels votants. La majoria va votar a favor en tretze de les catorze regions, i només a la regió de Diourbel va haver-hi una majoria en contra.

## Context
Es van proposar un total de 15 canvis en la Constitució, entre ells:
- Escurçament del mandat presidencial de set a cinc anys. En contra dels desitjos del president Macky Sall, això només s'aplicaria a partir de les pròximes eleccions presidencials de 2019.[3]
- Reconeixement constitucional del líder de l'oposició.
- Augment de les competències de les autoritats locals.
- Drets a un medi ambient net.
- Canvis en els drets sobre la propietat de la terra i els recursos naturals.